# Herman Brood Academie
De Herman Brood Academie (HBA) is een in 2006 opgerichte popacademie op mbo-niveau in Utrecht, Nederland. HBA verstrekt een drietal opleidingen: Artiest Popmuziek, Music Industry Professional en Podium/Studiotechniek. De academie is vernoemd naar de zanger, pianist en kunstschilder Herman Brood.

## Bekende (oud-)studenten
- Antoon, artiest
- Birth of Joy, band
- Brownie Dutch, zanger-producer
- Ibra, rapper
- Joan Franka, singer-songwriter
- Kid de Blits, rapper
- Lakshmi, zangeres
- Laura Sjin, singer-songwriter
- Lisa Lois, popzangeres
- Martin Garrix, dj, producent
- Maud Akkermans, violist, percussionist en vocalist Son Mieux
- Meau Hewitt, singer-songwriter
- Mick Spek, dj, producent
- Mister and Mississippi, folkband
- Lenny Monsou, zanger
- Mr. Polska, rapper
- Nielson, popzanger
- Nona, zangeres
- Russo Nederlands dj, rapper en muziekproducent
- Rondé, band
- S10 (artiest), artiest
- Sevn Alias, rapper
- Snelle, artiest
- Stefania Liberakakis, zangeres
- Sub Zero Project, DJ en producer duo
- Taymir, indierockband
- The Brahms, band
- Tijn, artiest
- Yade Lauren, zangeres

## Bekende oud-studenten (opleiding niet voltooid)
- Dionne Slagter / OnneDi, youtuber, zangeres, actrice
- Jorik Scholten / Lil' Kleine, rapper
- Tim Knol, zanger
- Linde Schöne, zangeres
- Rimon, zangeres